# Powiat Stuhm

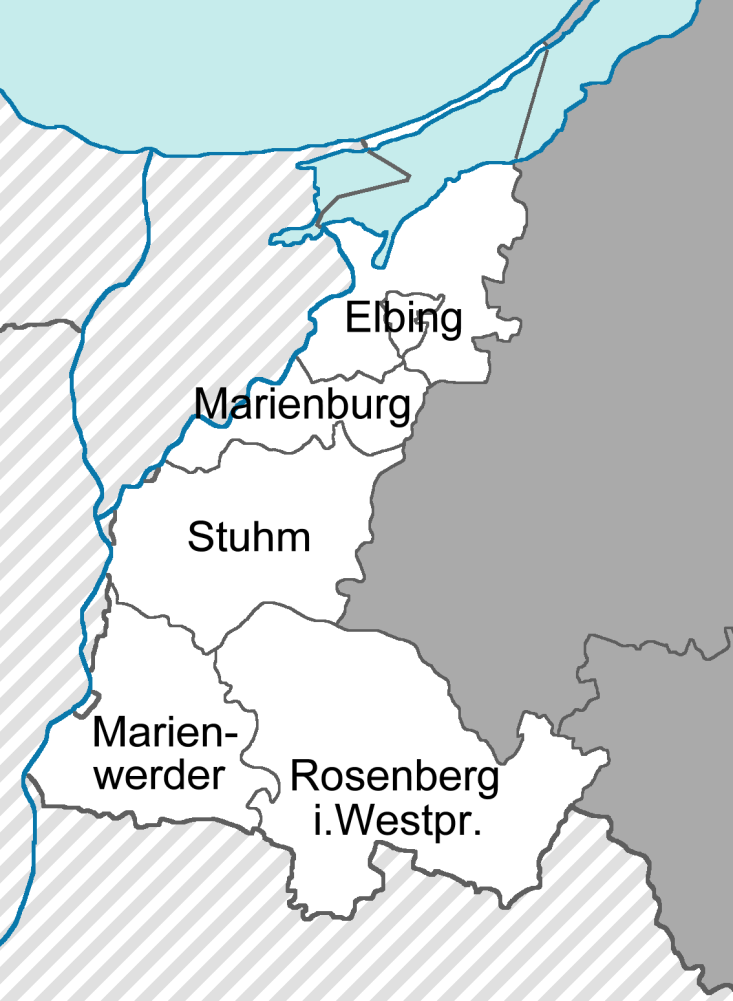
Podział na powiaty rejencji zachodniopruskiej.

Powiat Stuhm (niem. Landkreis Stuhm, Kreis Stuhm; w tłum. powiat sztumski) – dawny powiat na terenie kolejno Prus, Cesarstwa Niemieckiego, Republiki Weimarskiej oraz III Rzeszy, istniejący od 1818 do 1945. Należał do rejencji kwidzyńskiej, w prowincji Prusy Zachodnie. Siedzibą powiatu było miasto Sztum. Teren powiatu leży obecnie w województwie pomorskim.

## Historia
Powiat powstał 1 kwietnia 1818 roku. Przez pierwsze cztery lata siedziba powiatu znajdowała się w Dzierzgoniu, a następnie w Sztumie. Od 3 grudnia 1829 do 1878 należał do prowincji Prusy. 10 lutego 1920 po ustaleniach traktatu wersalskiego powiat został przy Niemczech. 1 lipca 1922 powiat został włączony do prowincji Prusy Wschodnie, rejencji zachodniopruskiej. 1 września 1924 dwie gminy powiatu Tessensdorf i Willenberg zostały przyłączone do miasta Malbork w powiecie Marienburg (Westpr.). Od 26 października 1939 do wiosny 1945 powiat należał do rejencji kwidzyńskiej w okręgu Gdańsk-Prusy Zachodnie.
1 stycznia 1945 na terenie powiatu znajdowały się dwa miasta: Dzierzgoń i Sztum oraz 65 innych gmin.